# Лончниця (Любуське воєводство)
Лончниця (пол. Łącznica) — село в Польщі, у гміні Старе Курово Стшелецько-Дрезденецького повіту Любуського воєводства.
Населення — 396 осіб (2011).
У 1975-1998 роках село належало до Гожовського воєводства.

## Демографія
Демографічна структура станом на 31 березня 2011 року:
|          | Загалом | Допрацездатний вік | Працездатний вік | Постпрацездатний вік |
| -------- | ------- | ------------------ | ---------------- | -------------------- |
| Чоловіки | 191     | 45                 | 130              | 16                   |
| Жінки    | 205     | 56                 | 114              | 35                   |
| Разом    | 396     | 101                | 244              | 51                   |